# يوم تهامة الأول
يوم تهامة الأول وهو من أقدم أيام العرب قبل الإسلام، وهي حرب وقعت في تهامة بين بنو مدركة «بنو هذيل وبنو خزيمة» وبين بنو طابخة التي منها بنو تميم وضبة والرباب.

## الأحداث
بعد احداث يوم بارق الأول واقتسام قبائل خندف لأراضي تهامة تكاثرت قبائل خندف المكونة من قبائل مدركة وهم هذيل وكنانة وأسد, وقبائل طابخة وهم بنو تميم والرباب وضبة وتنافسوا على الديار ووقعت بينهم الحرب فانتصرت مدركة على طابخة وأجلوهم من تهامة إلى نجد الا بنو مزينة بن أد قد نزلوا في جبال رضوى وقد وارة وهي مواضع في الحجاز خارج تهامة, واما تميم فأنها حلت في نجد في ديار بكر وتغلب في المواضع التي كانت فيها حربهم وحازت قبائل مدركة تهامة كلها.

## تقسيمها بينهم
وبعد هذه الحدث اقتسم بنو مدركة تهامة فأخذت قبائل هذيل بعض جبال السراة وصدور أوديتها وشعابها الغربية ونزلت قبائل خزيمة أسفل ديار هذيل في تهامة إلى أطراف البحر وتسيل عليهم أودية هذيل. الا بنو النضر بن كنانة قد سكنوا حول مكة وما والاها.